# Агиос Георгиос (окръг Пафос)
Вижте пояснителната страница за други населени места с името Агиос Георгиос.
̀Агиос Гео̀ргиос (на гръцки: Άγιος Γεώργιος) е село в Кипър, окръг Пафос. Според статистическата служба на Република Кипър през 2001 г. селото има 118 жители.